# Höd

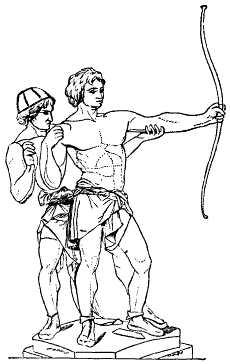
Loki navádí Höda

Höd je slepý severský bůh, bratr Baldra. Byl velice silný, ale nikdy nevlastnil žádnou zbraň. Vinou Lokiho zabije svého bratra, za což jej Váli pošle do Helheimu. Po ragnaröku se i s Baldrem vrací z Helheimu zpět na novou zem.